# Иданья-а-Нова
Иданья-а-Нова (порт.  Idanha-a-Nova; [i'dɐɲɐ ɐ 'nɔvɐ]) — посёлок городского типа в Португалии, центр одноимённого муниципалитета в составе округа Каштелу-Бранку. Численность населения — 2,5 тыс. жителей (посёлок), 10,6 тыс. жителей (муниципалитет). Посёлок и муниципалитет входит в экономико-статистический регион Центр и субрегион Бейра-Интериор-Сул. По старому административному делению входил в провинцию Бейра-Байша.

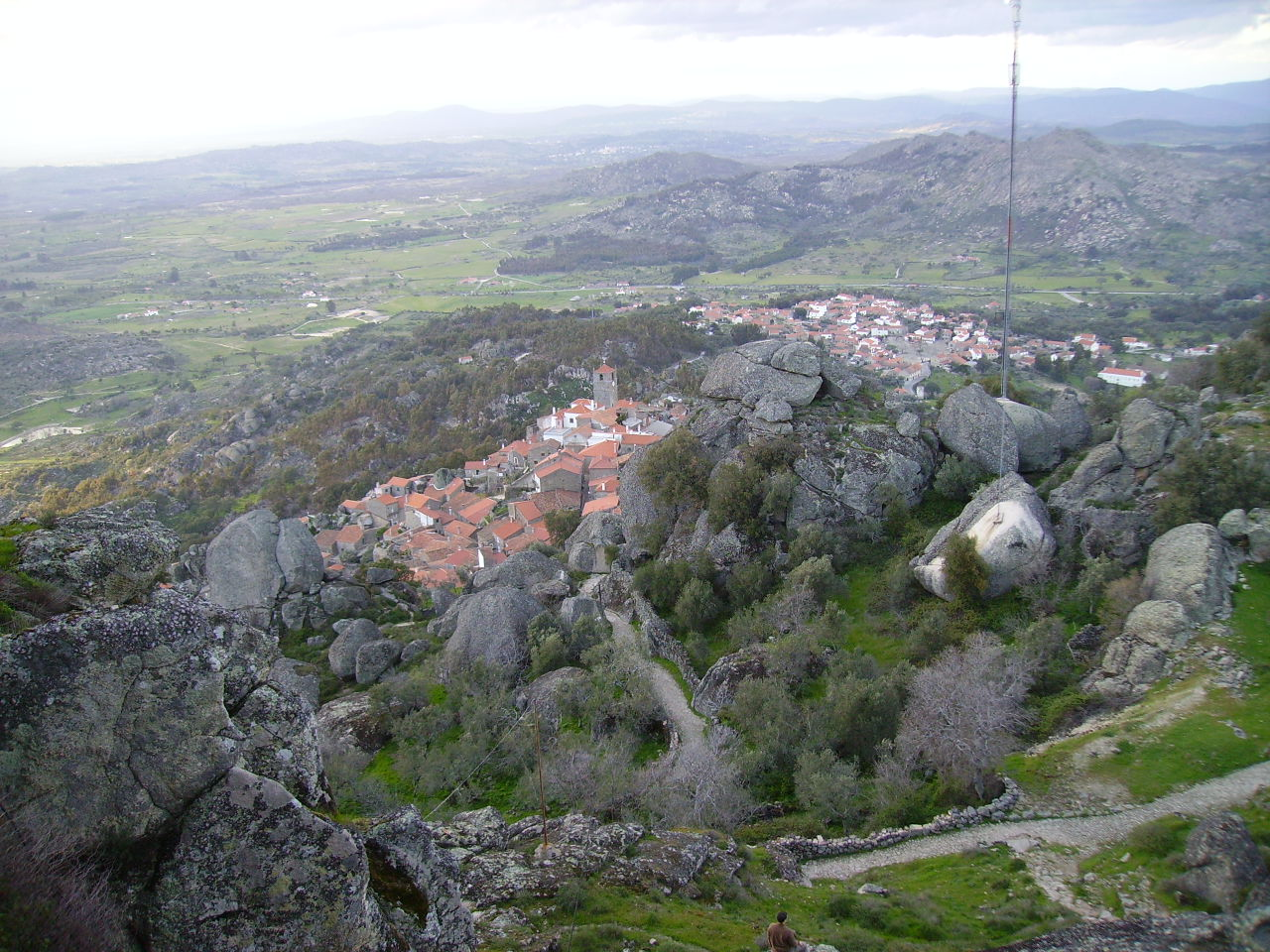

## Расположение
Посёлок расположен в 24 км на северо-восток от адм. центра округа города Каштелу-Бранку.
Муниципалитет граничит:
- на севере — муниципалитет Пенамакор
- на востоке — Испания
- на юге — Испания
- на западе — муниципалитеты Каштелу-Бранку, Фундан

## Население
| Население муниципалитета Иданья-а-Нова (1801—2004) | Население муниципалитета Иданья-а-Нова (1801—2004) | Население муниципалитета Иданья-а-Нова (1801—2004) | Население муниципалитета Иданья-а-Нова (1801—2004) | Население муниципалитета Иданья-а-Нова (1801—2004) | Население муниципалитета Иданья-а-Нова (1801—2004) | Население муниципалитета Иданья-а-Нова (1801—2004) | Население муниципалитета Иданья-а-Нова (1801—2004) | Население муниципалитета Иданья-а-Нова (1801—2004) |
| -------------------------------------------------- | -------------------------------------------------- | -------------------------------------------------- | -------------------------------------------------- | -------------------------------------------------- | -------------------------------------------------- | -------------------------------------------------- | -------------------------------------------------- | -------------------------------------------------- |
| 1801                                               | 1849                                               | 1900                                               | 1930                                               | 1960                                               | 1981                                               | 1991                                               | 2001                                               | 2004                                               |
| 3543                                               | 9844                                               | 23 002                                             | 27 998                                             | 30 418                                             | 16 101                                             | 13 630                                             | 11 659                                             | 10 929                                             |

## История
Посёлок основан в 1206 году.

## Районы
В муниципалитет входят следующие районы:
1. Алкафозеш
2. Алдейя-де-Санта-Маргарида
3. Иданья-а-Нова
4. Иданья-а-Велья
5. Ладоейру
6. Меделин
7. Монфортинью
8. Монсанту
9. Оледу
10. Пенья-Гарсия
11. Проэнса-а-Велья
12. Рожманиньял
13. Салватерра-ду-Эштрему
14. Сегура
15. Сан-Мигел-де-Аша
16. Толойнш
17. Зебрейра